# Лепэдату, Вьорика
Вьорика (Виктория, Викторита) Лепэдату (рум. Viorica (Victoria, Victorita) Lepădatu; род. 12 июня 1971, Vorniceni, Ботошани) — румынская гребчиха, выступавшая за сборную Румынии по академической гребле в конце 1980-х — начале 1990-х годов. Серебряная призёрка летних Олимпийских игр в Барселоне, победительница и призёрка регат национального значения.

## Биография
Вьорика Лепэдату родилась 12 июня 1971 года в коммуне Ворничени, жудец Ботошани, Румыния.
Впервые заявила о себе в гребле в сезоне 1988 года, когда вошла в состав румынской национальной сборной и выступила на юниорском мировом первенстве в Милане, где выиграла золотую медаль в распашных рулевых четвёрках.
В 1989 году на чемпионате мира среди юниоров в Сегеде заняла четвёртое место в зачёте парных двоек.
Благодаря череде удачных выступлений удостоилась права защищать честь страны на летних Олимпийских играх 1992 года в Барселоне. В составе экипажа, куда также вошли гребчихи Вероника Некула, Адрьяна Базон, Мария Пэдурару, Дойна Робу, Юлия Булие, Дойна Шнеп-Бэлан, Йоана Олтяну и рулевая Елена Джорджеску, в финале восьмёрок пришла к финишу второй позади команды из Канады и тем самым завоевала серебряную олимпийскую медаль. Кроме того, стартовала здесь в безрульных четвёрках, но попасть в число призёров не смогла — показала на финише пятый результат.
После барселонской Олимпиады Лепэдату ещё в течение некоторого времени оставалась в составе гребной команды Румынии и продолжала принимать участие в крупнейших международных регатах. Так, в 1993 году она выступила на мировом первенстве в Рачице, тем не менее, была здесь далека от призовых позиций — в программе парных четвёрок сумела квалифицироваться лишь в утешительный финал B и расположилась в итоговом протоколе соревнований на седьмой строке. Вскоре по окончании этого сезона приняла решение завершить спортивную карьеру.